# Suiriri islerorum
Suiriri islerorum là một loài chim trong họ Tyrannidae. Loài này được tìm thấy ở cerrado của miền trung nam Brazil và vùng xa phía đông Bolivia liền kề.

## Phân loại
Loài này trước đây được xếp vào chi Suiriri và đã được chuyển sang chi mới được phát triển của riêng Guyramemua dựa trên một nghiên cứu phát sinh loài phân tử được công bố vào năm 2017.